# Blodsrådet
Blodsrådet, blodsdomstolen eller Conseil des troubles var en nederländsk historisk domstol, vilken hertigen av Alba organiserade 1567.
Hertigen av Alba organiserade blodsrådet vid sin ankomst till Nederländerna för att kväsa upproret och kalvinisterna där. Dess officiella namn var "upprorsrådet". Till en början var det sammansatt av 12 personer som dömde oberoende av landets lagar och kommit att karaktäriseras som en civil krigsrätt. Majoriteten av medlemmarna bestod av spanska jurister, en av de mest framträdande var Juan de Vargas. Under åren fram till Nederländernas uppror 1572 for den fram med stor energi och hårdhet. De mest kända bland dess offer var de nederländska adelsmännen Lamoraal Egmont och Philippe II de Montmorency-Nivelle, greve av Hoorn. Antalet avrättade efter blodsrådets utslag överstiger 1 500. Den skrämselpolitik som blodsrådet drev, lyckade dock inte hämma Nederländernas politiska och religiösa självständighetssträvanden.